# Стадион Дефенсорес дел Чако
Стадион Дефенсорес дел Чако (шп. Estadio Defensores del Chaco) је вишенаменски стадион који се налази у Асунсиону, Парагвај. Највише се користи за фудбал. Стадион је некада имао капацитет од 50.000+, међутим током година стадион је преуређиван неколико пута, па је капацитет пао на 42.354. Стадион је поново обновљен 2015. године.

## Историјат стадиона
Стадион је отворен 1917. године и добио је прво име „Естадио де Пуерто Сајонија“ (Estadio de Puerto Sajonia) јер се налазио у Сајонији предграђу Асунсиона. Након што је Уругвај освојио златну олимпијску медаљу у фудбалу 1924. године, фудбалски савез је одлучило да се стадион преименује у „Уругвај“ у част јужноамеричке нације. Касније је име враћено у Естадио Пуерто Сајонија.
Токомрата за Чако (1932. − 1935) стадион је коришћен као складиште муниције и база за окупљање трупа. После рата стадион је преименован у данашње име „Дефенсорес дел Чако“ (Браниоци Чака) у част победоносних војника који су учествовали у Чако рату између Парагваја и Боливије. Стадион је реновиран током 1939, 1996. и 2007. године.
Стадион није у власништву ниједног тима и користи се првенствено за играње домаћих утакмица репрезентације Парагваја и за међународне фудбалске клупске турнире као што су Копа Либертадорес и Копа Америка. На стадиону су такође одржане важне утакмице Копа Америке током 1999. године, укључујући и финале у којем је Бразил победила Уругвај.